# Godomar II.
Godomar II. war ein Sohn des Burgundenkönigs Gundobad und selbst als Nachfolger seines Bruders Sigismund König der Burgunden von 524 bis 534.
Als Sigismund im Jahr 523 seinen Sohn Sigerich erdrosseln ließ, da er ihn verdächtigte, sich gegen ihn verschworen zu haben, und dieser Mord eine Krise zwischen den Ostgoten und den Burgunden auslöste, nutzten die Franken unter dem Teilkönig von Orleans Chlodomer die politische Situation aus, um das nun allein stehende Burgundenreich anzugreifen (siehe Burgundenkrieg). Sigismund unterlag in einer Schlacht den Franken, er, seine Frau und seine zwei Söhne gerieten durch Verrat in die Gefangenschaft der Franken und wurden hingerichtet, indem man sie kopfüber in einen Brunnen stürzte.
Godomar steht im Verdacht, in diesem Kampf auf Seiten der Franken gestanden zu haben. Andererseits gelang es ihm, im Jahr darauf das Blatt zu wenden. Am 25. Juni 524 erreichte er in der Schlacht bei Vézeronce einen Sieg über die Franken, bei dem Chlodomer selbst fiel. Die Franken zogen sich danach zurück und gaben den Kampf um Burgund vorläufig auf.
Drei Jahre nach Sigismunds Tod ließ Godomar seinen Leichnam bergen und anschließend in der Johannes-Kapelle in St. Maurice im Wallis, dem Kloster, das dieser selbst erneuern und in das er sich danach einige Zeit zurückgezogen hatte, beisetzen.
Als die Franken 532 einen weiteren Eroberungsversuch starteten, konnte Godomar II. sie nicht mehr abwehren. Er unterlag ihnen in der Schlacht von Autun, was das Ende seiner Herrschaft und das Ende des Königreichs bedeutete, das die Merowinger endgültig ihrem Reich einverleibten und im Jahr 534 schließlich unter sich aufteilten. Sein weiteres Schicksal ist nicht bekannt.